# Одаја Бурсукани (Васлуј)
Одаја Бурсукани (рум. Odaia Bursucani) насеље је у Румунији у округу Васлуј у општини Гривица. Oпштина се налази на надморској висини од 191 m.

## Становништво
Према подацима из 2002. године у насељу је живело 638 становника, од којих су сви румунске националности.